# Rhynchonema wieseri
Rhynchonema wieseri är en rundmaskart. Rhynchonema wieseri ingår i släktet Rhynchonema och familjen Monhysteridae. Inga underarter finns listade i Catalogue of Life.